# میدلتون آن د ولدز
میدلتون آن د ولدز (به انگلیسی: Middleton on the Wolds) یک روستا در بریتانیا است که در Middleton واقع شده‌است. میدلتون آن د ولدز ۸۲۵ نفر جمعیت دارد.